# 中国海南体彩引动力自行车队
中国海南体彩–引动力自行车队（UCI隊碼：YDL），是中国大陸一支公路自行车队，成立于2013年，在国际自行车联盟级別中曾属亞洲洲际车队。
该车队自2017年起，未登记成为洲际队。

## 2016年队员名单
|      | 車手   | 出生日期               |
| ---- | ------ | ---------------------- |
| 中国 | 曹波   | 1992年5月14日（24歲）  |
| 中国 | 高鹏   | 1993年12月31日（23歲） |
| 中国 | 李光辉 | 1995年11月4日（21歲）  |
| 中国 | 李家敏 | 1993年1月7日（23歲）   |
| 中国 | 李金松 | 1997年4月26日（19歲）  |

|      | 車手   | 出生日期              |
| ---- | ------ | --------------------- |
| 中国 | 刘建坤 | 1995年6月21日（21歲） |
| 中国 | 刘野   | 1995年8月18日（21歲） |
| 中国 | 牛益逵 | 1994年8月2日（22歲）  |
| 中国 | 宋安平 | 1995年5月7日（21歲）  |
| 中国 | 闫志鹏 | 1995年7月9日（21歲）  |